# 최영재 (배우)
최영재(1967년 10월 15일 ~ )는 대한민국의 배우이며, 1994년 MBC 23기 공채 탤런트로 선발됨과 동시에 데뷔했다.

## 출연 작품

### 드라마
- 1995년 MBC 아침드라마 《행복》
- 1996년 MBC 수목드라마 《사과꽃 향기》
- 1997년 MBC 드라마 《전원일기》 - 순길의 담임선생님 역
- 1999년 MBC 주말드라마 《장미와 콩나물》
- 1999년 MBC 일일드라마 《하나뿐인 당신》
- 2000년 MBC 주간시트콤 《세 친구》
- 2001년 MBC 일일드라마 《매일 그대와》
- 2001년 MBC 수목드라마 《반달곰 내 사랑》
- 2002년 MBC 월화드라마 《어사 박문수》
- 2003년 KBS2 《부부클리닉 사랑과 전쟁》
- 2011년 MBC 일일드라마 《남자를 믿었네》 - 황 비서실장 역

### 영화
- 2004년 《욕망》 - 제5남자 역

### 뮤지컬
- 1995년 《명성황후》
- 2000년 《러쉬》 - 켄 역